# Slot A
La Slot A es la especificación física y eléctrica para un zócalo de CPU del tipo ranura (Slot) de 242 contactos utilizado en las primeras versiones de los procesadores Athlon de AMD.
Slot A permite una velocidad de bus más alta que el Socket 7 o el Super Socket 7. Las placas base con Slot A utilizan el protocolo de bus EV6, una tecnología desarrollada originalmente por Digital Equipment Corporation (DEC) para su microprocesador Alpha 21264.
Se trata de un socket mecánicamente compatible con Slot 1 de Intel pero incompatible eléctricamente. Como consecuencia, las placas base que utilizaban Slot A se diseñaron para que la orientación de instalación del conector gire 180 grados con respecto a las placas base con Slot 1 para evitar la inserción accidental de un procesador de Slot 1 en una placa base con Slot A, y viceversa. La razón de usar el mismo conector mecánico que el Slot 1 de Intel también permitió a los fabricantes de placas base mantener bajos los costos al almacenar la misma pieza para el ensamblaje de los Slot 1 y Slot A.
El Slot A fue reemplazado por el Socket A.